# Drosera callistos
Drosera callistos ist eine fleischfressende Pflanze aus der Gattung der Sonnentaue (Drosera).

## Beschreibung
Drosera callistos ist eine rosettenbildende, mehrjährige krautige Pflanze, die einen Durchmesser von bis zu 2,3 cm erreicht. Die Sprossachse ist 5 mm lang und mit den welken Blättern der Vorsaison bedeckt.

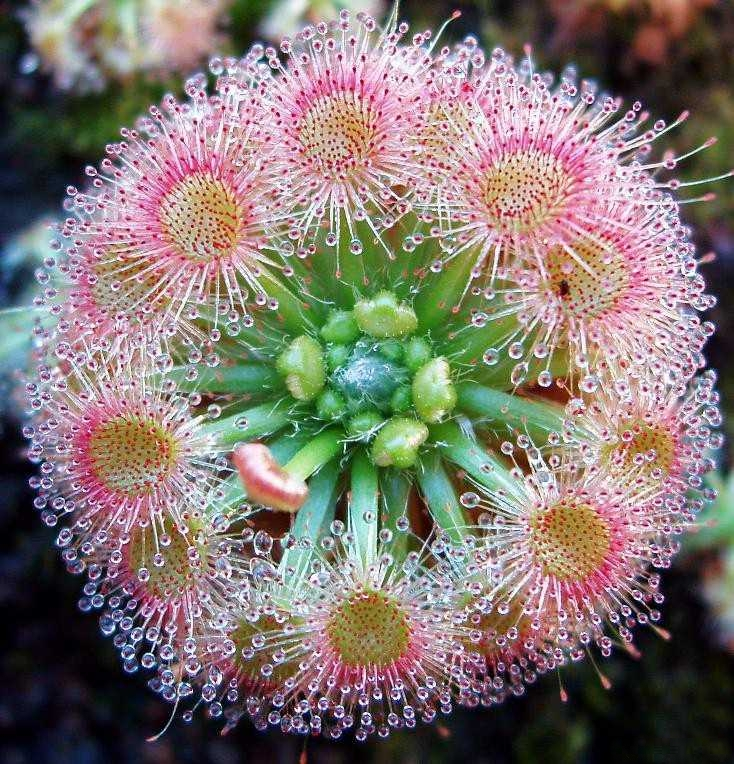
Drosera callistos, Habitus

Die Knospe der Nebenblätter ist breit eiförmig, struppig, 4 mm lang und 4 mm im Durchmesser an der Basis. Die Nebenblätter selbst sind 4,5 mm lang, 3 mm breit, 1,1 mm breit an der Basis und dreilappig. Der mittlere Lappen ist in 3 Segmente unterteilt. Jedes dieser Segmente ist an der Spitze wiederum in 2 Fransen geteilt. Die Ränder der äußeren Lappen sind ganzrandig, die Spitzen in 2 kurze Fransen geteilt. In der Nähe der Spitze befindet sich eine weitere Franse, die länger als der zentrale Lappen ist.
Die Blattspreiten sind breit elliptisch, 2,5 mm lang und 2 mm breit. Die längeren Tentakeldrüsen befinden sich am Rand, kürzere in Inneren. Die Unterseite ist kahl. Die Blattstiele sind bis zu 6 mm lang, am Ansatz 1 mm breit und verjüngen sich auf 0,6 mm an der Blattspreite. Sie sind lanzettlich und mit wenigen Drüsen besetzt.
Blütezeit ist Oktober bis November. Die Blütenstandsachse ist bis zu 7 cm lang und an der Basis spärlich bedrüst. Die Dichte der Drüsen nimmt in Richtung Spitze zu. Der Blütenstand ist ein Wickel aus 6 bis 12 Blüten an rund 2 mm langen Blütenstielen. Die eiförmigen Kelchblätter sind 3,5 mm lang und 2 mm breit. Die Ränder sind ganzrandig und die Spitzen sind unregelmäßig gezähnt. Die komplette Oberfläche ist mit wenigen zylindrischen Drüsen besetzt. Die metallisch-orangen, an der Basis schwarzen Kronblätter sind verkehrt eiförmig, 9 mm lang und 6 mm breit.
Die fünf Staubblätter sind 2,4 mm lang. Die Staubfäden sind schwarzbraun, die Staubbeutel weiß und die Pollen gelb. Der schwarzbraune Fruchtknoten ist sehr breit verkehrt eiförmig, 0,7 mm lang und 1,1 mm im Durchmesser. Die 3 schwarzbraunen, horizontalen Griffel sind 1 mm lang. Die Narben sind ebenfalls schwarzbraun, horizontal, 2 mm lang, erweitern sich in der Mitte und verjüngen sich etwas bis zur gerundeten Spitze.
Typisch für Zwergsonnentaue ist die Bildung von Brutschuppen: Die elliptischen, 1 mm dicken Brutschuppen werden gegen Ende November bis Anfang Dezember in großer Zahl gebildet und haben eine Länge von ca. 1,7 mm und eine Breite von 1,5 mm.

Verbreitung von D. callistos in Australien

## Verbreitung, Habitat und Status
Drosera callistos ist endemisch in Südwestaustralien, in der Nähe von Gidgegannup, The Lakes und dem Staatsforst von Brookton Hay. Sie gedeiht dort in schweren, mit Laterit bedeckten sandigen Böden oder Stellen mit purem Sand, die von Lateritböden umgeben sind.

## Systematik
Der Name von Drosera callistos leitet sich aus dem Lateinisch (callis = schön) ab. Von Allen Lowrie heißt es dazu: „The epithet refers to the overall beauty of the plant.“
Wenn sie nicht blüht, kann diese Art leicht mit Drosera sewelliae verwechselt werden. Diese beiden Arten haben ähnliche Blütenfarben, können aber bei genauer Betrachtung einfach unterschieden werden. Auch Drosera leucoblasta ist sehr ähnlich, besitzt aber einen blassen, roten Fleck im Zentrum der Blüte und wächst nie im gleichen Habitat wie Drosera callistos.